# South Ogden
Pour les articles homonymes, voir Ogden.
South Ogden est une municipalité américaine située dans le comté de Weber en Utah. Lors du recensement de 2010, sa population est de 16 532 habitants.

## Géographie
South Ogden est située au sud d'Ogden. La municipalité s'étend sur 3,69 milles carrés (9,56 km2).

## Histoire
La localité est fondée vers 1848 par la famille de Daniel Burch, des pionniers mormons. Longtemps appelée Burch Creek, elle devient une municipalité en 1936 sous le nom de South Ogden. La ville voit sa population fortement augmenter à partir des années 1940, en raison de l'implantation de la Hill Air Force Base dans la région. 

## Démographie
La population de South Ogden est estimée à 17 094 habitants au 1er juillet 2016.
| Groupe                                  | South Ogden | Utah | États-Unis |
| --------------------------------------- | ----------- | ---- | ---------- |
| Blancs                                  | 91,1        | 91,1 | 76,9       |
| Afro-Américains                         | 1,0         | 1,4  | 13,3       |
| Amérindiens                             | 0,3         | 1,6  | 1,3        |
| Asiatiques                              | 1,4         | 2,5  | 5,7        |
| Hawaïens et autres peuples du Pacifique | 0,3         | 1,0  | 0,2        |
| Métis                                   | 3,5         | 2,5  | 2,6        |
|                                         |             |      |            |
| Hispaniques et Latino-Américains        | 12,7        | 13,8 | 17,8       |

Le revenu par habitant était en moyenne de 27 283 dollars par an entre 2012 et 2016, au-dessus de la moyenne de l'Utah (25 600 dollars) mais en-dessous de la moyenne nationale (29 829 dollars). Sur cette même période, 9,5 % des habitants de South Ogden vivaient sous le seuil de pauvreté (contre 10,2 % dans l'État et 12,7 % à l'échelle des États-Unis).